# Нашмаркт
Нашмаркт је најпопуларнија пијаца у Бечу. Налази се изнад поплочаног корита реке Вин, на Винцајлу, тј. бечке магистрале: Линке Винцајле (лева - две саобраћајне траке у правцу југозапада) и Рехте Винцајле (десна - две саобраћајне траке у правцу центра). Нашмаркт је дугачак око 1.5 километар.

## Историја
Нашмаркт постоји од 16. века када се ту углавном продавало млеко у флашама. Флаше за млеко су се тада правиле од дрвета (јасена). „Асцх“ (на немачком за „јасен“) је довело до назива „Ашенмаркт“. Од 1793. године сво воће и поврће које се у Беч довезло друмовима, морало је да се прода на Нашмаркту. Роба која је стизала уз Дунав продавала се на другом месту.
Данас се може купити свеже воће и поврће из целог света, егзотично биље, сир, разна пецива као што су хлеб или кајзерице, торте, месо и морски плодови. Пијаца је позната и по асортиману међународне робе из земаља бивше Југославије, Грчке, Турске, а све више, и из земаља источне Азије. 
Ту су и бројни мали ресторани који нуде нпр. суши, кебаб, морску храну, традиционалну бечку храну као што су Кајзершмарн или Палачинкен (мотане палачинке). Од 1977. пијаца се сваке суботе протеже даље дуж Винцајла, када се одржава бувља пијаца.
Атмосфера Нашмаркта је позната далеко изван граница Беча, а велики број туриста сваке године посећује пијацу.

## Околина
На североисточном крају Нашмаркта, према центру града, у близини улице Гетрајдемаркт, налази се Изложбени павиљон Бечке Сецесије, подигнута 1897/1898, скраћено позната као Сецесија. Позориште на реци Вин се налази на адреси Линке Винцајле број 6. Према североистоку, у правцу Карлсплаца, Нашмаркт се налази близу зграда Техничког универзитета.

## Галерија слика
- Нашмаркт и Катедрала Светог Стефана у даљини (1872. година).
- Слика Алберта Рихтера из 1880. године "Словенски и мађарски ликови на бечком Нашмартку" (Slavische und magyarische Typen auf dem Wiener Naschmarkt).
- Слика Франца фон Персоље из 1886. године "Поглед на Нашмаркт".
- Слика В. Гауса из 1891. године.
- Нашмаркт, слика Карла Мола из 1894. године.
- Слика В. Гауса из 1895. године: "Unter den „Standeln“ auf dem Naschmarkt".
- Снимак Нашмаркта из 1898. године.
- Нашмаркт снимљен са источне стране, десно се види купола Изложбеног павиљона Бечке Сецесије (1900. година).
- Слика Јулијуса Виктора Бергера "Млада дама на Нашмаркту" (1901).
- Слика Емила Барбаринија са почетка 20. века.
- Слика Паула Унберајта из прве половине 20. века.
- Снмак из 1908. у правцу зграде Сецесије.
- Слика Карла Пипића из 1916. године: "Freihaus am Naschmarkt"
- Од Карлсплаца до Нашмаркта, мапа са почетка 20. века
- Снимак са почетка 20. века.
- Тезге на Нашмаркту (2016)
- Нашмаркт (2019)
- Продавница на Нашмаркту (2016)
- Продавница вина на Нашмаркту (2012)
- Тезга са специјалитетима (2012).
- Егзотично воће на Нашмаркту (2008).
- Избор сирева (2009).
- Избор слаткиша (2009).
- Бувља пијаца (2018).
- Бувља пијаца (2018).
- Бувља пијаца (2012).
- Бувља пијаца (2007).
- Бувља пијаца (2004)
- Бувља пијаца (2007).
- Линија бечког метроа У4 између Нашмаркта (лево) и Рехте Винцајле (десно), снимак из 2012. године.